# Doubravka Branbergerová
Doubravka Branbergerová (též psáno „Branbergrová“), rozená Černochová, křtěná Agatha (10. února 1885 Praha-Malá Strana – 2. února 1945 Praha) byla česká sopranistka a hudební pedagožka, která vyučovala na státní konzervatoři v Praze.

## Životopis
U Doubravky se již od dětství projevil pěvecký talent. Již v 10 letech se představila pražskému publiku jako Lidunka v Blodkově opeře V studni. V letech 1899–1903 se učila zpívat v Pivodově pěvecké škole, zdokonalovala se v operní škole Maruše Langové, získávala jako pěvkyně zkušenosti na scéně Národního divadla a připravovala se na operní a koncertní dráhu u Františka Spilky a H. Knittlové. V roce 1903 vykonala státní zkoušku ze zpěvu a od roku 1904 získávala pedagogickou praxi na pěvecké škole spolku Lukes na Smíchově. Doškolovala se v Berlíně, Mnichově, ve Florencii (u Vittorie Baldessari) a v Paříži (u Marie de I'Isle)
V letech 1906–1909 byla členkou opery Národního divadla, kde nastudovala 21 sopránových rolí. Po odchodu z vlastní vůle z ND se začala systematicky věnovat praktické výuce a teorii pedagogiky zpěvu. Od roku 1909 učila zpěv ve vlastní soukromé škole (do 1920) a souběžně byla ředitelkou pěvecké školy Hudební Budeč (do 1917). Významná byla její koncertní činnost, zejména v letech 1909–1911 ve Spolku pro pěstování písně. Důležité byly její koncerty pro dětské posluchače, které realizovala ve spolupráci s hudebním skladatelem Jaroslavem Křičkou
Roku 1909 se provdala za Jana Branbergra hudebního profesora státní konzervatoře. Měli spolu dvě dcery, Věru provdanou Kratochvílovou (1914-1948) a herečku Evu Pávovou-Šanovcovou (pseudonym Gerová) (1920-2012). Doubravka Branbergerová v letech 1920–1939 působila jako profesorka sólového zpěvu pro ženské hlasy na Konzervatoři Praha. Vychovala zde mnoho koncertních a operních pěvkyň a učitelek zpěvu. Za nacistické okupace vyučovala zpěv v Potštejně.

## Dílo

### Odborné publikace
- Repetitorium dějin hudby. 3. část speciální. Paedagogický přehled literatury zpěvu. Praha: Obec. jednota Cyrillská, 1915
- Dějiny pěveckého umění na konservatoři, in: Sborník na paměť 125 let Konservatoře hudby v Praze. Uspořádal Vlastimil Blažek. Praha: Vyšehrad, 1936
- Zpěvy z oper. Svazek I. [hudebnina]: pro ženské hlasy. / Bedřich Smetana; vybrala a předmluvou opatřila Doubravka Branbergerová; k tisku upravil Vojt. Říhovský. Praha: M. Urbánek, 1924
- Zpěvy z oper. Svazek II. [hudebnina]: pro mužské hlasy. / Bedřich Smetana; vybrala a předmluvou opatřila Doubravka Branbergerová; k tisku upravil Vojt. Říhovský. Praha: M. Urbánek, 1924

### Překlad
- Richard Dannenberg: Katechismus umění pěveckého; podle šestého vydání nově přeložila a vydala Doubravka Branbergerová; původně přeložil a statí o řeči a výslovnosti české doplnil Adolf Piskáček. Praha: Mojmír Urbánek, 1932

### Role
- V studni premiéra: sezona 1895/1896 – Lidunka
- Psohlavci premiéra: sezona 1897/1898 – Hančí
- Carmen premiéra: sezona 1900/1901 – Michaela
- Rusalka premiéra: sezona 1900/1901 – Jiná žínka
- Čarostřelec premiéra: sezona 1901/1902 – Aninka
- Dalibor premiéra: sezona 1902/1903 – Jitka
- Werther premiéra: sezona 1902/1903 – Žofie
- Čertova stěna premiéra: sezona 1903/1904 – Katuška
- Tannhäuser a zápas pěvců na Wartburce premiéra: sezona 1903/1904 – Mladý pastýř
- Betlém premiéra: sezona 1905/1906 – Evička
- Kouzelná flétna premiéra: sezona 1905/1906 – První genius
- Lohengrin premiéra: sezona 1906/1907 – Panoš
- Na starém bělidle premiéra: sezona 1906/1907 – Jeník
- Radhošť premiéra: sezona 1906/1907 – Maruša
- Sen lesa premiéra: sezona 1906/1907 – Žnečka
- Vánoční stromek premiéra: sezona 1906/1907 – Děvčátko
- Královna Fiammetta premiéra: sezona 1907/1908 – Violetta, Sklepník
- Oberon premiéra: sezona 1907/1908 – Mořská panna

- Lakmé premiéra: sezona 1908/1909 – Ellen
- Louisa premiéra: sezona 1908/1909 – Malá hadrářka
- Tulák premiéra: sezona 1908/1909 – Alina